# إليس هدسون
إليس هدسون (بالإنجليزية: Ellis Hudson)‏ هو لاعب كرة قدم بريطاني في مركز نصف الجناح، ولد في 4 فبراير 1999 في برادفورد في المملكة المتحدة. لعب مع برادفورد سيتي.

## وصلات خارجية
- إليس هدسون على موقع قاعدة بيانات كرة القدم.إي يو (الإنجليزية)
- إليس هدسون على موقع Soccerway.com (الإنجليزية)